# Ruta Estatal de California 244
La Ruta Estatal de California 244, abreviada SR 244 (en inglés: California State Route 244) es una carretera estatal estadounidense ubicada en el estado de California. La carretera inicia en el Oeste desde la I 80 /BL 80     en Sacramento en sentido Este hasta finalizar en el Auburn Boulevard en Sacramento. La carretera tiene una longitud de 1,7 km (1.08 mi).

## Mantenimiento
Al igual que las autopistas interestatales, y las rutas federales y el resto de carreteras estatales, la Ruta Estatal de California 244 es administrada y mantenida por el Departamento de Transporte de California por sus siglas en inglés Caltrans.